# Rhynchospora paraensis
Rhynchospora paraensis är en halvgräsart som beskrevs av Heinrich Adolph Schrader och Carl Sigismund Kunth. Rhynchospora paraensis ingår i släktet småag, och familjen halvgräs. Inga underarter finns listade i Catalogue of Life.